# Harry Forbes Witherbay
Harry Forbes Witherby, MBE, FZS, MBOU (7 d'octubre de 1873 - 11 de desembre de 1943) va ser un ornitòleg britànic, autor, editor i editor fundador (el 1907) de la revista British Birds.

## Vida personal
Harry va ser el segon fill supervivent de Henry Forbes Witherby (1836–1907) de Holmehurst, Burley, Hants, el propietari de la papereria legal i marítima Witherby and Co., que donava feina a 169 homes que es van retirar del negoci familiar el 1899 per centrar-se en el realment l'interessava que era la pintura i l'ornitologia deixant l'empresa a càrrec dels fills. Després de deixar l'escola, Witherby va entrar a la antiga editorial familiar de Witherby de la qual es va retirar el 1936, però va reprendre la feina després de l'esclat de la segona guerra mundial. L'empresa familiar de H F i G Witherby, originalment impressores, va començar a publicar llibres d'ocells a principis del segle XX. Des de petit, Witherby es va dedicar a l'estudi de l'ornitologia, viatjant molt, incloent-hi visites a l'Iran, la península de Kola i el Nil Blanc. Va descriure aquesta última al seu llibre Bird Hunting on the White Nile (1902). Es va casar amb Lilian Gillson l'any 1904. Lilian es va unir a ell en els seus viatges i fins i tot va aprendre a pelar ocells durant la seva lluna de mel. Van tenir dos fills i tres filles.

## Carrera
Va iniciar un dels dos primers esquemes d'anellament d'ocells del món l'any 1909 (es van fusionar a finals dels anys 30), transferint la responsabilitat, el 1937, al British Ornithologists' Union (BOU), que continuà dirigint-lo. Witherby va ser secretari honorífic i tresorer (1904–14), i president (1924–27) del British Ornithologists' Club (1924–1927) i president del Consell de la British Ornithologists' Union (BOU) (1933–1938). El 1933 va ser una de les onze persones, implicades en l'apel·lació que va portar a la fundació del British Trust for Ornithology (BTO), una organització per a l'estudi dels ocells a les illes britàniques, convertint-se en un fundador membre i primer vicepresident. El BTO va sobreviure gràcies a la seva generositat financera, sobretot en donar els ingressos de la venda de la seva extensa col·lecció d'ocells dissecats al Museu Britànic, ara es troba al Museu d'Història Natural de Tring.
La glòria màxima de Witherby va ser The Handbook of British Birds (1938–1941). Amb cinc volums, es va reeditar diverses vegades, les edicions posteriors tenien unes quantes pàgines dedicades a correccions i addicions a les edicions anteriors, però pocs d'aquests són de gran transcendència i el text principal es va deixar intacte. Va ser nomenat membre honorari de l'American Ornithologists' Union el 1928 i va rebre la medalla Godman-Salvin de la BOU el 1937. L'alosa de Witherby (Alaemon hamertoni) va rebre el seu nom el 1905, però ara és més comuna coneguda com l'alosa puput petita tot i que en francés se la coneix com a sirli de Witherby.Dues altres subespècies d'ocells han rebut el seu nom: Repicatalons euroasiàtic (Emberiza schoeniclus witherbyi) i el pit-roig (Erithacus rubecula witherbyi).
Durant la Primera Guerra Mundial va ser tinent de la Royal Navy Volunteer Reserve. Va ser esmentat en els despatxos i va rebre la medalla MBE pel seu servei com a oficial d'intel·ligència a Dunkerque.

## Abreviatura (zoologia)
L'abreviatura Witherby s'empra per indicar Harry Forbes Witherbay com a autoritat en la descripció en taxonomia i zoologia.